# Tournoi d'ouverture du championnat du Panama de football 2012
Navigation
Saison précédente Saison suivante
Le Tournoi Apertura 2012 est le onzième tournoi saisonnier disputé au Panama.
C'est cependant la 30e fois que le titre de champion du Panama est remis en jeu.
Lors de ce tournoi, le Tauro FC a tenté de conserver son titre de champion du Panama face aux neuf meilleurs clubs panaméens.
Chacun des dix clubs participant était confronté deux fois aux neuf autres équipes. Puis les quatre meilleurs se sont affrontés lors d'une phase finale à la fin du tournoi.
Seulement une place était qualificative pour la Ligue des champions de la CONCACAF.

## Les 10 clubs participants
| \| Panama City : Alianza FC Chorrillo FC CD Plaza Amador Río Abajo FC Tauro FC Panama City Deportivo Árabe Unido Chepo FC Atlético Chiriquí San Francisco FC Sporting San Miguelito \| Localisation des clubs. |
| Panama City : Alianza FC Chorrillo FC CD Plaza Amador Río Abajo FC Tauro FC Panama City Deportivo Árabe Unido Chepo FC Atlético Chiriquí San Francisco FC Sporting San Miguelito                               |

Ce tableau présente les dix équipes qualifiées pour disputer le championnat 2012-2013. On y trouve le nom des clubs, le nom des stades dans lesquels ils évoluent ainsi que la capacité et la localisation de ces derniers.
| Club                   | Stade                         | Capacité | Ville         |
| Alianza FC             | Camp Luis Ernesto Tapia (es)  | 900      | Panama City   |
| Deportivo Árabe Unido  | Stade Armando Dely Valdes     | 4 000    | Colón         |
| Chepo FC               | Camp Luis Ernesto Tapia (es)  | 900      | Chepo         |
| Atlético Chiriquí      | Stade San Cristóbal           | 2 500    | David         |
| Chorrillo FC           | Stade Javier Cruz             | 2 500    | Panama City   |
| CD Plaza Amador        | Stade Javier Cruz             | 2 500    | Panama City   |
| Río Abajo FC (en)      | Camp Luis Ernesto Tapia (es)  | 900      | Panama City   |
| San Francisco FC       | Stade Agustín Muquita Sánchez | 8 000    | La Chorrera   |
| Sporting San Miguelito | Camp Luis Ernesto Tapia (es)  | 900      | San Miguelito |
| Tauro FC               | Camp Luis Ernesto Tapia (es)  | 900      | Panama City   |

## Compétition
Le tournoi Apertura se déroule de la même façon que le tournoi saisonnier précédent, en deux phases :
- La phase de qualification : les dix-huit journées de championnat.
- La phase finale : les matchs aller-retour allant des demi-finales à la finale.

### Phase de qualification
Lors de la phase de qualification les dix équipes affrontent à deux reprises les neuf autres équipes selon un calendrier tiré aléatoirement.
Les quatre meilleures équipes sont qualifiées pour les demi-finales.
Le classement est établi sur le barème de points classique (victoire à 3 points, match nul à 1, défaite à 0).
Le départage final se fait selon les critères suivants :
- Le nombre de points.
- La différence de buts générale.
- Le nombre de buts marqué.

#### Classement
| Rang | Équipe                 | Pts | J  | G | N  | P | Bp | Bc | Diff |
| ---- | ---------------------- | --- | -- | - | -- | - | -- | -- | ---- |
| 1    | Río Abajo FC (en) P    | 32  | 18 | 9 | 5  | 4 | 28 | 20 | +8   |
| 2    | Deportivo Árabe Unido  | 32  | 18 | 8 | 8  | 2 | 25 | 20 | +5   |
| 3    | CD Plaza Amador        | 26  | 18 | 6 | 8  | 4 | 22 | 23 | -1   |
| 4    | Chepo FC               | 25  | 18 | 5 | 10 | 3 | 22 | 18 | +4   |
| 5    | Chorrillo FC           | 25  | 18 | 5 | 10 | 3 | 22 | 19 | +3   |
| 6    | Tauro FC T             | 21  | 18 | 5 | 6  | 7 | 25 | 27 | -2   |
| 7    | Sporting San Miguelito | 20  | 18 | 4 | 8  | 6 | 14 | 17 | -3   |
| 8    | San Francisco FC       | 18  | 18 | 4 | 6  | 8 | 20 | 22 | -2   |
| 9    | Alianza FC             | 18  | 18 | 4 | 6  | 8 | 21 | 24 | -3   |
| 10   | Atlético Chiriquí      | 15  | 18 | 2 | 9  | 7 | 14 | 23 | -9   |

| Légende : Qualifications et relégations | Légende : Qualifications et relégations          |
| --------------------------------------- | ------------------------------------------------ |
|                                         | Qualifié pour les demi-finales                   |
|                                         | T Tenant du titre P Promu de la saison 2011-2012 |

#### Matchs
| Résultats (▼dom., ►ext.)                                   | Ali | Ára | Chi | Che | Cho | Pla | Río | San | Spo | Tau |
| Alianza FC                                                 |     | 1-1 | 2-2 | 1-2 | 2-3 | 0-1 | 1-1 | 1-1 | 0-0 | 2-2 |
| Deportivo Árabe Unido                                      | 0-1 |     | 1-1 | 1-1 | 0-0 | 2-2 | 2-5 | 2-0 | 1-0 | 3-2 |
| Atlético Chiriquí                                          | 1-3 | 1-2 |     | 0-0 | 2-1 | 1-1 | 1-3 | 1-1 | 1-1 | 1-0 |
| Chepo FC                                                   | 0-1 | 2-2 | 1-0 |     | 1-1 | 5-1 | 3-3 | 0-0 | 2-1 | 2-2 |
| Chorrillo FC                                               | 3-1 | 1-1 | 2-1 | 1-1 |     | 1-1 | 0-1 | 4-1 | 0-0 | 0-3 |
| CD Plaza Amador                                            | 1-0 | 2-2 | 1-1 | 0-1 | 2-2 |     | 0-1 | 1-0 | 1-1 | 3-2 |
| Río Abajo FC (en)                                          | 2-0 | 1-2 | 3-0 | 1-0 | 0-0 | 0-1 |     | 2-1 | 1-1 | 0-0 |
| San Francisco FC                                           | 1-3 | 0-1 | 0-0 | 0-0 | 2-2 | 1-2 | 4-0 |     | 1-2 | 2-0 |
| Sporting San Miguelito                                     | 1-3 | 0-1 | 0-0 | 1-1 | 0-1 | 1-0 | 1-0 | 0-1 |     | 2-2 |
| Tauro FC                                                   | 1-0 | 1-0 | 1-0 | 2-0 | 0-0 | 2-2 | 3-4 | 1-4 | 1-2 |     |
| - Victoire à domicile - Match nul - Victoire à l'extérieur |     |     |     |     |     |     |     |     |     |     |

### Phase finale
Les quatre équipes qualifiées sont réparties dans le tableau final d'après leur classement général.
En cas d'égalité sur la somme des deux matchs, c'est l'équipe ayant marqué le plus de buts à extérieur qui l'emporte puis une prolongation et une séance de tirs au but ont éventuellement lieu.

#### Tableau
|  | 1/2 finale            | 1/2 finale            | 1/2 finale            | 1/2 finale | 1/2 finale | 1/2 finale |          |     | Finale | Finale | Finale | Finale | Finale |  |
|  |                       |                       |                       |            |            |            |          |     |        |        |        |        |        |  |
|  |                       |                       |                       |            |            |            |          |     |        |        |        |        |        |  |
|  |                       |                       |                       |            |            |            |          |     |        |        |        |        |        |  |
|  | Río Abajo FC (en)     | Río Abajo FC (en)     | (1)                   | 0          | 1          |            |          |     |        |        |        |        |        |  |
|  | Río Abajo FC (en)     | Río Abajo FC (en)     | (1)                   | 0          | 1          |            |          |     |        |        |        |        |        |  |
|  | Chepo FC              | Chepo FC              | (4)                   | 2          | 1          |            |          |     |        |        |        |        |        |  |
|  | Chepo FC              | Chepo FC              | (4)                   | 2          | 1          | Chepo FC   | Chepo FC | (4) | 1      |        |        |        |        |  |
|  |                       |                       |                       |            |            |            | Chepo FC | (4) | 1      |        |        |        |        |  |
|  |                       | Deportivo Árabe Unido | Deportivo Árabe Unido | (2)        | 4          |            |          |     |        |        |        |        |        |  |
|  | Deportivo Árabe Unido | Deportivo Árabe Unido | Deportivo Árabe Unido | (2)        | 4          | (2)        | 3        | 2   |        |        |        |        |        |  |
|  | Deportivo Árabe Unido | Deportivo Árabe Unido |                       |            |            | (2)        | 3        | 2   |        |        |        |        |        |  |
|  | CD Plaza Amador       | CD Plaza Amador       | (3)                   | 1          | 0          |            |          |     |        |        |        |        |        |  |
|  | CD Plaza Amador       | CD Plaza Amador       | (3)                   | 1          | 0          |            |          |     |        |        |        |        |        |  |

#### Demi-finales
| Club                  | Aller | Retour | Club            | Commentaire |
| Deportivo Árabe Unido | 3-1   | 2-0    | CD Plaza Amador |             |
| Río Abajo FC (en)     | 0-2   | 1-1    | Chepo FC        |             |

#### Finale
| 2 décembre 2012 | Chepo FC           | 1:4   | Deportivo Árabe Unido                                                                 | Stade Rommel Fernández |  |
|                 | 30e Ricardo Romero | (1:3) | 24e Orlando Rodríguez · 26e Orlando Rodríguez · 42e Abdiel Arroyo · 60e José González |                        |  |

## Bilan du tournoi
| Tournoi d'ouverture du championnat de football du Panama 2012 |                                  |
| Champion                                                      | Deportivo Árabe Unido (7e titre) |
| Dauphin                                                       | Chepo FC                         |
| Qualifications continentales                                  |                                  |
| Ligue des champions 2013-2014 (Phase de groupes)              | Deportivo Árabe Unido            |

## Statistiques

### Buteurs
| Rang | Nom | Équipe | Buts |
| 1    | -   | -      | -    |
| 3    | -   | -      | -    |